# زواج المثليين في بورتوريكو
أصبح زواج المثليين قانونيا في الإقليم غير المدمج للولايات المتحدة بورتوريكو منذ 9 يوليو 2015. نتيجة لقرار المحكمة العليا الأمريكية في قضية أوبرغيفل ضد هودجز في 26 يونيو 2015، والتي وجدت أن الأزواج المثليين لديهم الحق الدستوري في الزواج. بدأ الأزواج المثليون التقدم بطلب للحصول على تراخيص الزواج في 13 يوليو 2015. في 17 يوليو 2015، بدأ الأزواج من نفس الجنس يتزوجون في الإقليم.
أعلن الحاكم أليخاندرو غارسيا باديا أن الكومنولث سوف يمتثل لحكم المحكمة العليا في غضون 15 يوما. طلبت أطراف الدعوى القضائية الرئيسية التي تطعن في حرمان بورتوريكو لحقوق الزواج للأزواج المثليين من محكمة الاستئناف بالدائرة الأولى إلغاء حكم محكمة بورتوريكو المحلية التي أيدت حظر بورتوريكو لزواج المثليين، وهو ما فعلته في 8 يوليو 2015.

## الاعتراف القانوني بالعلاقات المثلية
في 19 مارس 1999، وقع الحاكم بيدرو روسيلو مشروع قانون 1013، الذي عرّف الزواج على أنه «عقد مدني يتفق بموجبه الرجل والمرأة على أن يصبحا زوجًا وزوجة».
خلال النقاش الدائر حول الاتحاد المدنية، أعلن المدعي العام روبرتو سانشيز راموس أنه قد يكون من غير الدستوري إنكار حق الزواج للأزواج المثليين.
في عام 2008، أقر مجلس شيوخ بورتوريكو استفتاء مقترحا كان سيطلب من الناخبين تعديل دستور بورتوريكو لتعريف الزواج باعتباره اتحادًا بين رجل وامرأة، بينما يحظر أيضًا زواج المثليين، والاتحادات المدنية، واستحقاقات الشراكة المنزلية. المعروف باسم القرار 99 (بالإسبانية: resolución 99)‏، لم تتم الموافقة على الاستفتاء المقترح من قبل مجلس النواب في بورتوريكو، بعد أن قررت اللجنة التشريعية التي تدرس الاقتراح عدم التوصية بالموافقة عليه. هُزم مشروع قانون مماثل في عام 2009.
في أوائل كانون الثاني/يناير 2010، اقترح الحاكم لويس فورتوينو لمجموعة من القساوسة الإنجيليين أنه يفضل تعديل دستور بورتوريكو لتقييد الزواج إلى اتحاد رجل واحد وامرأة واحدة. بعد ذلك بوقت قصير، نفى نفيا قاطعا أنه يفضل مثل هذا الإجراء.

## كوندي-فيدال ضد غارسيا-باديا

القوانين المتعلقة بالمثلية الجنسية في جزر الأنتيل الصغرى.
زواج المثليين
الاعتراف بزواج المثليين المنعقد في الخارج فقط، دون الاعتراف بعقده في الداخل
شكل آخر من أشكال الاعتراف القانوني
لا اعتراف، أو غير معروف
المثلية الجنسية غير قانونية، لكن القانون لايتم تطبيقه
المثلية الجنسية غير قانونية

تقدمت امرأتان تقيمان في بورتوريكو، ممثلة في لامدا القانونية، بشكوى أمام محكمة المقاطعة الأمريكية لمقاطعة بورتوريكو في 25 مارس 2014، سعيا للحصول على اعتراف بزواجهما عام 2004 في ماساتشوستس. قاموا في البداية بتسمية المدعى عليهم في الدعوى الخاصة بهم، كوندي-فيدال ضد ريوس-أميندارز، وزير الصحة في بورتوريكو ومسجل الإحصاءات الحيوية، مضيفًا لاحقًا الحاكم أليخاندرو غارسيا باديا ومدير الخزانة العامة، مأعاد النظر في القضية باسم كوندي-فيدال ضد غارسيا -باديا.
وجادل المدعون أن قانون الزواج في بورتوريكو حرمهم من الحقوق الدستورية المكفولة بموجب بنود الإجراءات القانونية والحماية المتساوية بنود دستور الولايات المتحدة. انضم أربعة أزواج مثليين آخرين كمدعين في يونيو. في 28 أغسطس، طلبت بعض الكنائس المسيحية، كنيسة ليون دي جودا الدولية (بالإسبانية: Capellanes Internacionales Cristianos León de Judá)‏، السماح له بالتدخل في الدعوى نيابة عن أعضائه الثمانية الذين يقيمون في بورتوريكو. وزعموا أنه إذا حكمت المحكمة على المدعين «فسيكونون ملزمين بموجب القانون بتزويج الأزواج المثليين». في 17 أكتوبر، رفض القاضي خوان م. بيريز-جيمينيز طلب المجموعة.
رفض القاضي خوان بيريز-جيمينيز الدعوى في 21 أكتوبر 2014، وقرر أن قرار المحكمة العليا في الولايات المتحدة في قضية بايكر ضد نيلسون (1972) منعه من النظر في حجج المدعين. وخلص إلى أن تعريف بورتوريكو للزواج لا يتعارض مع دستور الولايات المتحدة وأنه:
استأنف المدعون القرار أمام محكمة الاستئناف بالدائرة الأولى. في 20 مارس 2015، أعلن وزير العدل في بورتوريكو سيزار ميراندا أن الكومنولث سيخبر محكمة الدائرة الأولى بأنه قرر أن قانون بورتوريكو الذي يحظر الترخيص لزواج المثليين والاعتراف به لا يمكن الدفاع عنه قانونًا. وقال الحاكم أليخاندرو غارسيا باديا إن "التطورات القانونية في عدد من الولايات القضائية الأمريكية تشير إلى إجماع لا يمكن إنكاره ضد التمييز الموجود في قوانين بورتوريكو فيما يتعلق بحق الأزواج المثليين في الزواج.
قال موجز بورتوريكو أن قضية بايكر ضد نيلسون لم يعد مسيطرة، على أن "حظر زواج بورتوريكو يجب أن يتم فحصه من خلال التدقيق الشديد"، وأن "الكومنولث لا يمكنه أن يتقدم بشكل مسؤول... أي مصلحة مهمة أو مقنعة بما فيه الكفاية لتبرير المعاملة التمييزية بحق الأزواج المثليين. وطلبوا من محكمة الاستئناف إلغاء محكمة المقاطعة.
في 14 أبريل 2015، أوقفت الدائرة الأولى الإجراءات في انتظار صدور حكم من المحكمة العليا للولايات المتحدة في قضايا زواج المثليين المماثلة، وقد كانت تنظر في الاستئناف من محكمة الاستئناف بالدائرة السادسة. طلبت المحكمة من الأطراف تقديم جدول زمني مقترح لمزيد من الإجراءات في قضية كوندي-فيدال في غضون 14 يومًا من صدور قرار المحكمة العليا.
حكمت الدائرة الأولى في القضية في 8 يوليو 2015، حيث ألغت الحظر القانوني للإقليم على زواج المثليين وأعادت القضية إلى المحكمة الإقليمية. في 8 مارس 2016، قضى قاضي المحكمة الإقليمية خوان بيريز-جيمينيز بأن قرار المحكمة العليا الأمريكية في قضية أوبرغيفل ضد هودجز (انظر أدناه) لا ينطبق على بورتوريكو، وبالتالي أيد الحظر المفروض على زواج المثليين، وهو ما يتعارض مع توجيهات محكمة الدائرة الأولى. رداً على ذلك، صرح الحاكم أليخاندرو غارسيا باديا بأنه سيحترم أحكام المحاكم العليا التي ألغت حظر زواج المثليين، مما يضمن استمرار زواج المثليين في بورتوريكو. تم الطعن في قرار القاضي بيريز-جيمينيز على وجه السرعة أمام محكمة الدائرة الأولى، التي أصدرت في 8 أبريل/نيسان 2016 رأيًا غير موقِّع يرفض فيه قرار المحكمة الأدنى ومنحت طلبًا من الأطراف التي تطعن في قرار إصدار محكمة الاستئناف أمرًا " مطالبة محكمة المقاطعة بإصدار حكم لصالحها مع إلغاء الحظر باعتباره غير دستوري". كما أمرت محكمة الدائرة بتخصيص القضية بشكل عشوائي من قبل كاتب إلى قاض آخر (في المحكمة الابتدائية) لإصدار حكم لصالح الملتمسين على الفور." في 11 أبريل، 2016، أصدر القاضي غوستافو غيلبي من محكمة بورتوريكو الإقليمية حكمًا إعلانيًا ينص على عدم دستورية حظر زواج المثليين في بورتوريكو ويعلن أن أي زواج لزوجين مثليين تم في الإقليم منذ أن تم الاعتراف بشكل كامل بقرار المحكمة العليا للولايات المتحدة في قضية أوبرغيفل ضد هودجز من قبل الوكالات الحكومية والمسؤولين.

## حكم المحكمة العليا للولايات المتحدة
في 26 يونيو، قضت المحكمة العليا للولايات المتحدة في قضية أوبرغيفل ضد هودجز بأن حظر زواج المثليين غير دستوري. في نفس اليوم، طلبت جميع الأطراف في كوندي-فيدال من محكمة الدائرة الأولى إلغاء المحكمة الإقليمية بأسرع وقت ممكن. أعلن الحاكم أليخاندرو غارسيا باديا عن أمر تنفيذي يطلب من جميع الوكالات الحكومية في بورتوريكو أن تنفذ حكم أوبرغيفل في غضون 15 يوما.
بدأ أول الأزواج المثليين التقدم بطلب للحصول على تراخيص الزواج في 13 يوليو 2015، وحدثت أولى حالات زواج المثليين في 17 يوليو 2015.

## إحصاءات الزواج
وفقًا لوزارة الصحة في بورتوريكو، تزوج حوالي 260 من الأزواج المثليين من يوليو إلى ديسمبر 2015.
من يوليو 2015 إلى يونيو 2016، وقعت 422 حالة زواج المثليين في بورتوريكو.

## الرأي العام
وفقًا لمسح أجراه مركز بيو للأبحاث، والذي أجري بين 7 نوفمبر 2013 و 28 فبراير 2014، أيد 33% من البورتوريكيين زواج المثليين في حين عارضه 55٪ منهم.